# 里哈德·什梅赫利克
里哈德·什梅赫利克（捷克語：Richard Šmehlík，1970年1月23日—），捷克男子冰球运动员。他曾代表捷克斯洛伐克、捷克参加1992年、1998年和2002年冬季奥林匹克运动会冰球比赛，获得一枚金牌和一枚铜牌。